# Монаршик довгочубий

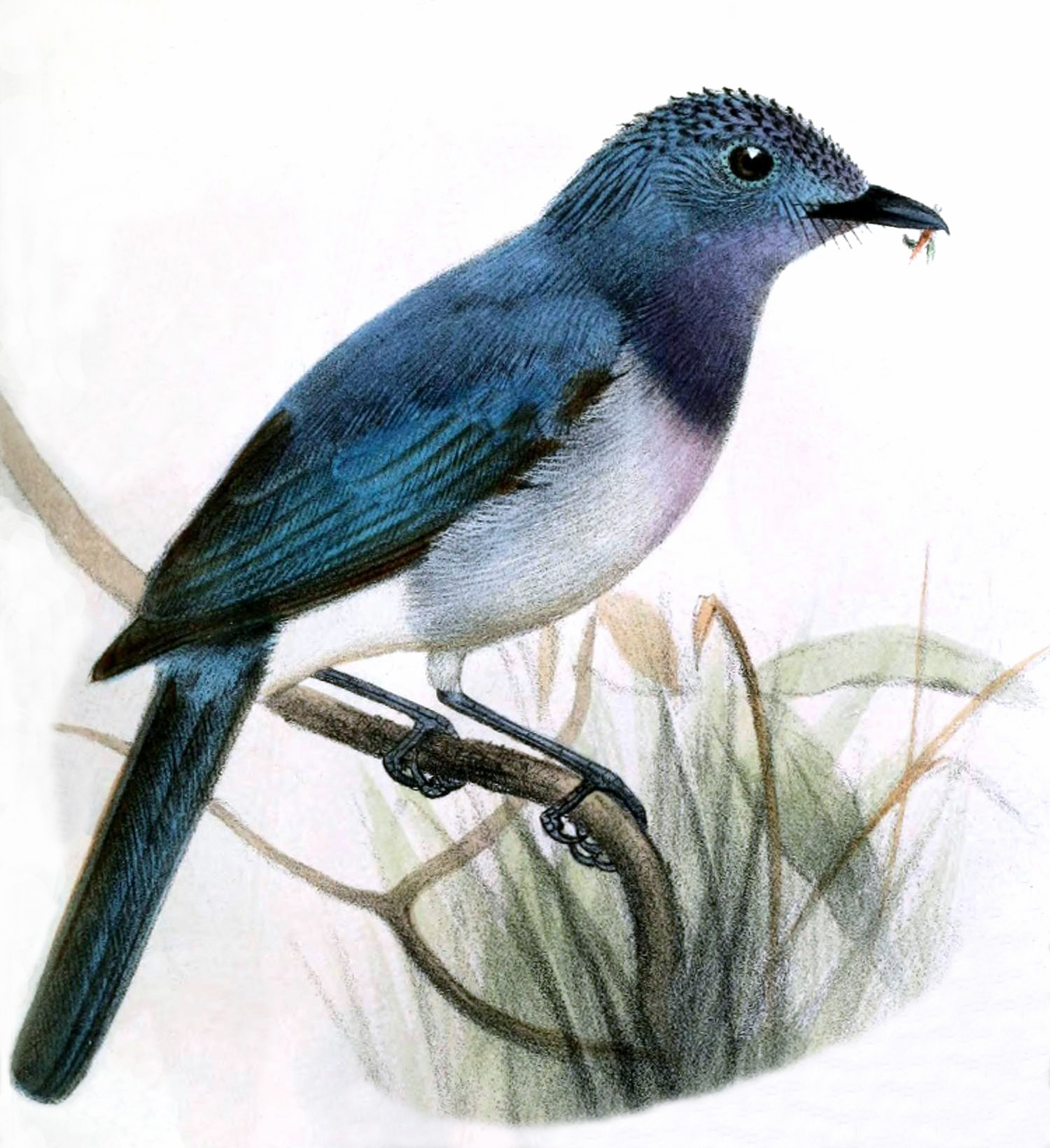
Самиця довгочубого монаршика

Мона́ршик довгочубий (Hypothymis coelestis) — вид горобцеподібних птахів родини монархових (Monarchidae). Ендемік Філіппін.

## Опис
Довжина птаха становить 18 см. Голова, груди і верхня частина тіла яскраві, лазурово-блакитні, крила і хвіст бірюзові. Живіт білуватий. Пір'я на голові може ставати дибки, утворюючи чуб. У самців навколо очей вузькі жовті кільця, у самиць кільця відсутні. Самиці мають дещо менші розміри і тьмяніше забарвлення.

## Підвиди
Виділяють два підвиди:
- H. c. coelestis Tweeddale, 1877 — острови Лусон, Самар, Дінагат, Мінданао, Басілан і Таві-Таві;
- H. c. rabori Rand, 1970 — острови Сібуян і Негрос.

## Поширення і екологія
Довгочубі монаршики живуть в кронах і середньому ярусі вологих рівнинних тропічних лісів. Зустрічаються на висоті до 750 м над рівнем моря, 

## Збереження
МСОП класифікує цей вид як вразливий. За оцінками дослідників, популяція довгочубого монаршика становить від 1500 до 3750 птахів. Їм загрожує знищення природного середовища. Підвид H. c. rabori, імовірно, вимер, оскільки на Негросі довгочубих монаршиків не спостерігали з 1959 року, а на Сібуяні — з 1990-х років.